# Литтл, Ким
Ким Алисон Литтл MBE (англ. Kim Alison Little; род. 29 июня 1990, Минтлоу, Грампиан) — шотландская футболистка, полузащитница, капитан футбольного клуба «Арсенал», выступала в составе национальной сборной Шотландии.

## Ранние годы
Ким Литтл начала играть в футбол в юном возрасте вместе со своим отцом и братом. С 10 до 14 лет она играла на молодежном уровне за "Бьюкен Герлз", прежде чем присоединиться к "Хиберниан Герлз" в 2005 году. Во время своего пребывания в Хиберниан Герлз Литтл ездила примерно по три с половиной часа из Абердиншира в Эдинбург для тренировок. Литтл училась в Университете Хартфордшира, где получила степень в области спортивных исследований, играя за «Арсенал».

## Клубная карьера

### Хиберниан Ледис
В возрасте 16 лет Литтл дебютировала за «Хиберниан Ледис». В своем дебютном матче в лиге она оформила хет-трик в матче против «Хатчинсон Вейл». Во время своего пребывания в «Хиберниане» Литтл помогла клубу выиграть чемпионский титул, Кубок Шотландии и Кубок Шотландской лиги. В сезоне 2006/07 В этом сезоне Литтл забила 55 голов в своих 30 матчах за клуб. В следующем сезоне она забила 33 гола в 18 матчах за клуб. 

### Арсенал

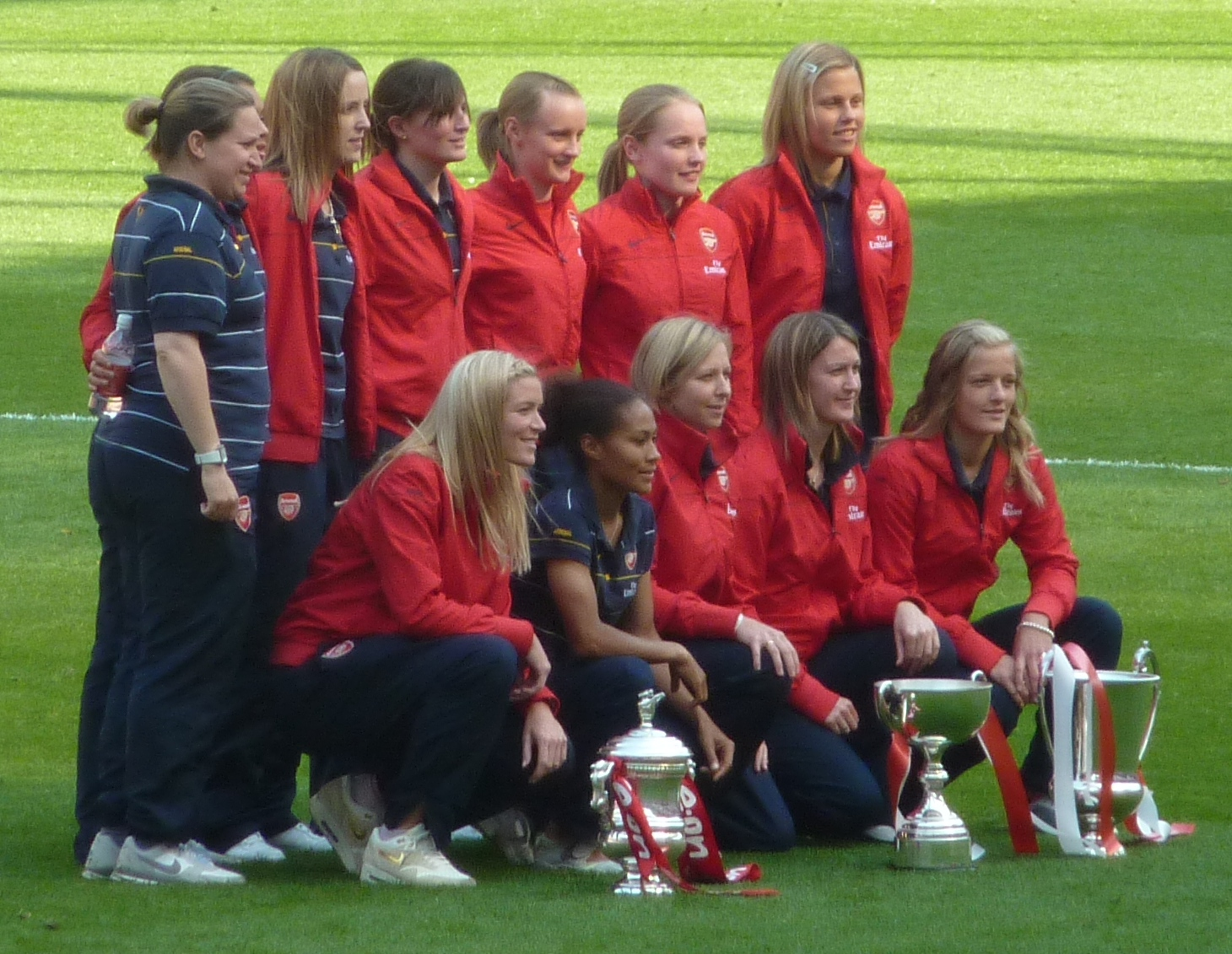
Литтл (вторая сверху справа) с Арсеналом, 2009

#### Женская Премьер-Лига, 2008—2010
В марте 2008 года в возрасте 17 лет Литтл присоединилась к «Арсеналу». Свой первый гол за клуб она забила в апреле, одержав победу над «Челси» со счетом 4:1.
Литтл сыграла в каждом матче чемпионата в сезоне 2008/09, забив 24 гола. Она также сыграла в финале Кубка Премьер-лиги с «Донкастер Роверс Беллз» и забила гол в финале женского Кубка Англии, в котором «Арсенал» обыграл «Сандерленд» со счетом 2:1.
В следующем сезоне Литтл стала лучшим бомбардиром лиги, забив 22 гола. В июне 2010 года она была признана Игроком года по версии ФА. 

#### Женская Суперлига, 2011-2013

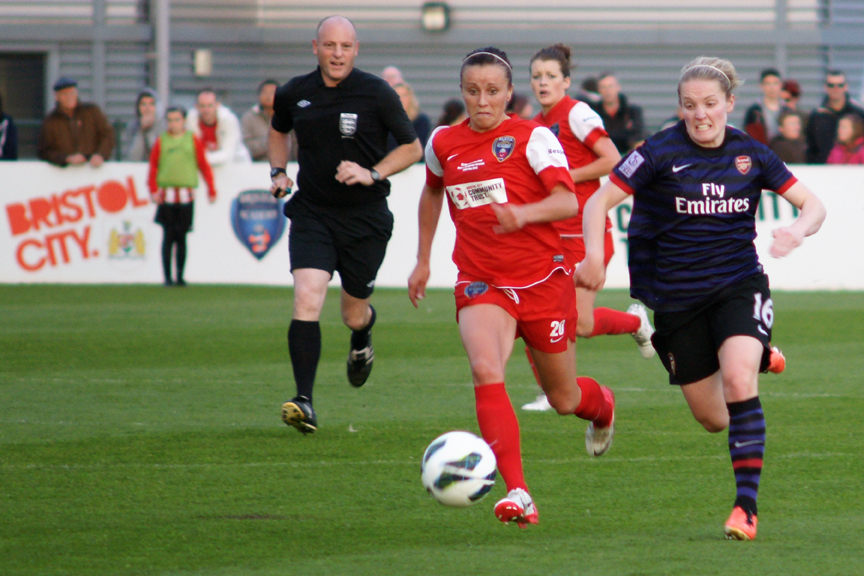
Литтл (справа) в матче с Бристоль Сити, май 2013

В 2011 году Женская Английская Премьер-Лига была переформатирована в Женскую Суперлигу в качестве высшего дивизиона женского футбола в Англии. В сезоне 2011 года Литтл стала вторым лучшим бомбардиром лиги с девятью голами.
В финале женского кубка Англии 2011 года Литтл была названа игроком матча и забила первый гол в матче «Арсенала» и «Бристоль Сити».
В сезоне 2012 года Литтл стала лучшим бомбардиром лиги с 11 голами и  помогла «Арсеналу» завоевать девятый подряд титул чемпиона Англии. Литтл была признана Игроком года среди женщин в сезоне 2012/13 по версии ПФА, в первый год, когда эта награда была присуждена женщинам. 
В сезоне 2013 Литтл забила три гола в 14 матчах за «Арсенал». 

### Сиэтл Рейн, 2014—2016

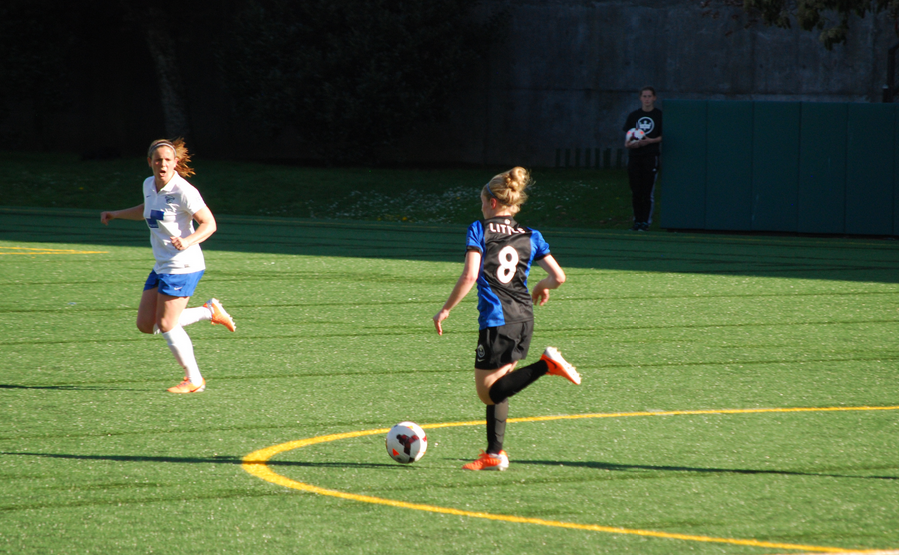
Литтл в матче против Бостон Брейкерс, апрель 2014

В ноябре 2013 года Литтл покинула «Арсенал» после шести лет выступлений за клуб и перешла в клуб Национальной женской футбольной лиги «Сиэтл Рейн».
Во время своего первого матча за «Рейн» она забила гол в ворота Бостон Брейкерс и помогла «Рейну» выиграть со счетом 3:0. После того, как в апреле она забила четыре гола в чемпионате, что помогло «Рейну» остаться непобежденными в четырех матчах, она была названа Игроком Месяца Национальной женской футбольной лиги. Она стала первым игроком в истории лиги, дважды получившим звание игрока месяца после того, как получила эту награду в мае. Она была названа игроком месяца в третий раз в июле после того, как ее три гола и четыре голевые передачи в шести матчах помогли «Рейну» завоевать титул регулярного чемпионата 2014. В полуфинальном матче плей-офф против «Вашингтон Спирит» Литтл забила один гол, помогле «Рейну» выиграть со счетом 2:1 и выйти в финал чемпионата против «Канзас-Сити». Команда потерпела поражение от «Канзас-Сити» со счетом 2:1. Литтл была названа самым ценным игроком лиги в свой первый сезон в клубе. Ее 16 голов в регулярном чемпионате также принесли ей «Золотую Бутсу».
В сезоне 2015 года Литтл стала лучшим бомбардиром команды с 10 голами. «Рейн» завершили регулярный сезон на первом месте, второй раз подряд выиграв регулярный чемпионат. После выхода в плей-офф «Рейн» встретился с занявшей четвертое место командой «Вашингтон Спирит» и выиграл со счетом 3:0, выйдя в финал чемпионата. В конечном счете «Сиэтл Рейн» потерпел поражение от «Канзас-Сити» со счетом 1:0. Литтл был включена в состав команды года Национальной женской футбольной лиги.
В сезоне 2016 «Сиэтл Рейн» завершил регулярный сезон на пятом месте.
17 октября 2016 года Литтл объявила, что вернется в «Арсенал» 2017-18.

#### Мельбурн Сити (аренда), 2015-2016

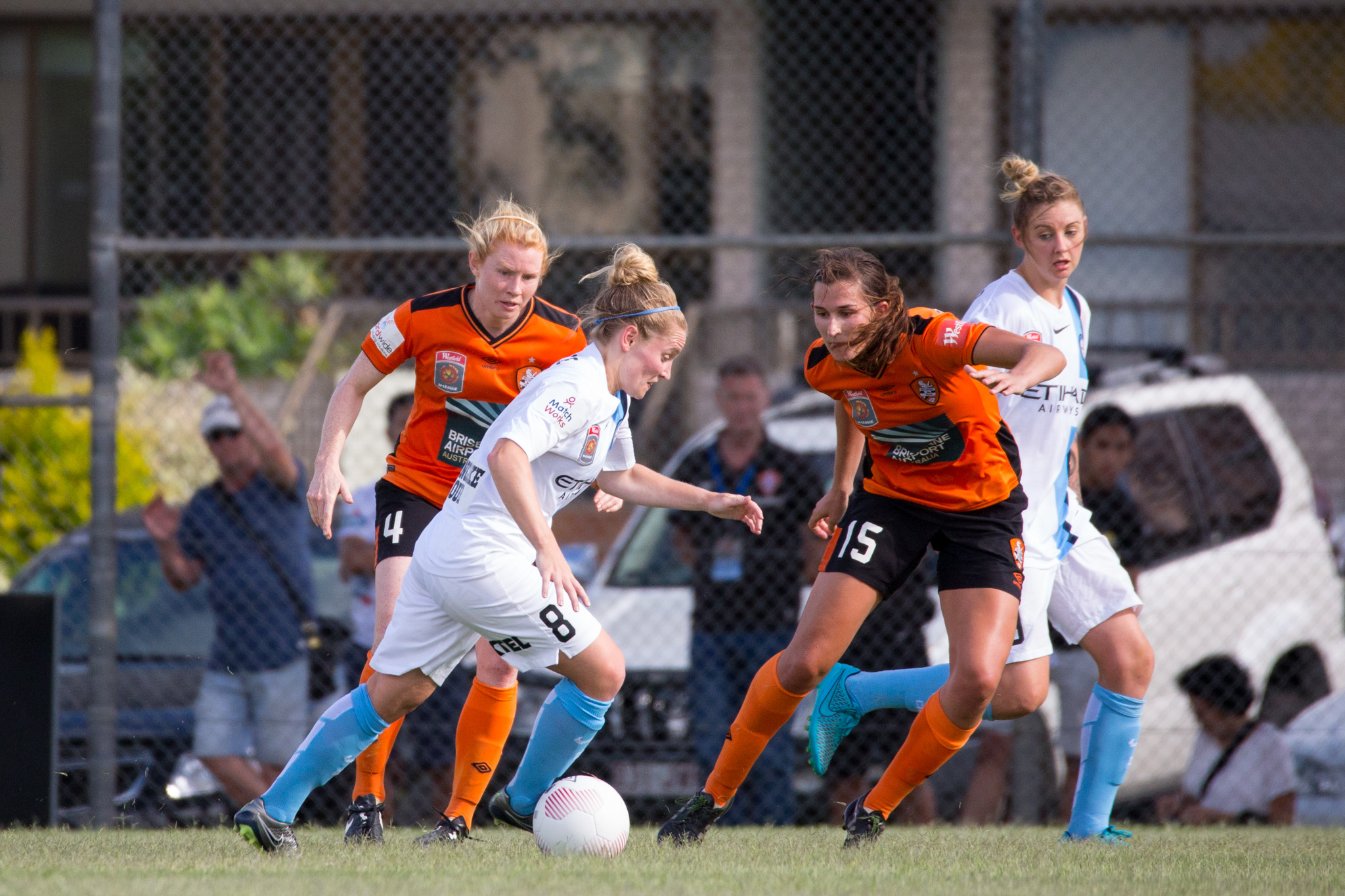
Литтл в матче против Брисбен Роар, Декабрь 2015

В октябре 2015 года было объявлено, что Литтл подписал контракт с командой женского чемпионата Австралии «Мельбурн Сити» на правах аренды на сезон 2015-16.  Литтл завершила сезон, сыграв 12 матчей за «Мельбурн Сити» и забив 9 голов. «Мельбурн Сити» выиграл как регулярный чемпионат, так и Гранд-финал. Литтл получила награду «Игрока матча» в Гранд-финале.

### Возвращение в Арсенал, 2017-н.в.
В мае 2017 года Литтл получила разрыв крестообразной связки во время тренировки с «Арсеналом», пропустив большую часть сезона. 14 марта 2018 года в финале Кубка Английской Лиги «Арсенал» обыграл «Манчестер Сити» со счетом 1:0 и завоевал свой пятый титул.
В октябре 2018 Литтл получила перелом малоберцовой кости в матче против «Челси».
В мае 2019 года «Арсенал» выиграл Женскую Суперлигу 2018/19 в первый раз за семь лет.
Литтл подписала новый контракт с «Арсеналом» в августе 2019 года.
В феврале 2020 года она перенесла операцию на поврежденной ноге.

#### ОЛ Рейн (аренда), 2022
Литтл вернулась в бывший клуб «ОЛ Рейн» на правах краткосрочной аренды в июне 2022 года.

## Международная карьера

### Шотландия

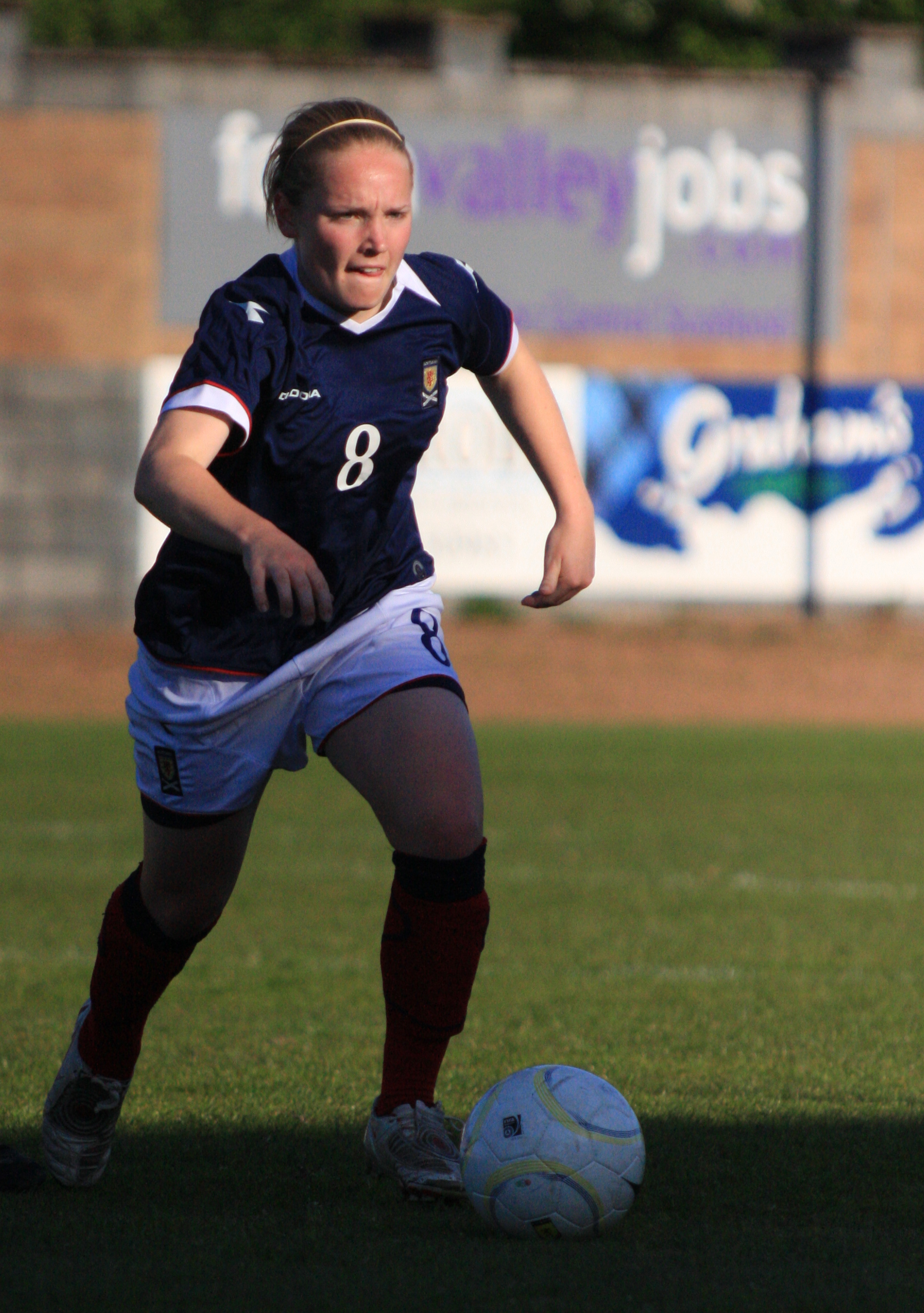
Литтл в форме сборной Шотландии, 2009

Литтл дебютировала за сборную Шотландии в феврале 2007 года в возрасте 16 лет в матче против Японии.  Первый гол за сборную она забила против России в марте 2008 года.
Во время своего 50-го матча Литтл забила первый гол в матче против Англии на Кубке Кипра в марте 2011 года. Это был всего лишь второй раз в истории, когда Шотландия победила Англию.
16 июня 2012 года Литтл сделала первый хет-трик в сборной Шотландии против Израиля. В октябре 2012 года она забила в обоих матчах отборочного турнира к Чемпионату Европы 2013 сборной Испании.
Во время Кубка Кипра 2013 Литтл забила гол и отдала голевую передачу в матче группового этапа, в котором Шотландия сыграла вничью с Англией со счетом 4:4. Также она забила гол на 11-й минуте матча за пятое место против Нидерландов, в результате чего Шотландия выиграла со счетом 1:0.
Литтл пропустила Чемпионат Европы 2017 среди женщин из-за серьезной травмы. Восстановившись после травмы, она помогла Шотландии отобраться на Чемпионат мира 2019 среди женщин, их первое выступление на чемпионате мира.
На чемпионате мира 2019 года она забила первый гол в матче с Аргентиной, сыграв вничью со счетом 3:3.
В своем первом матче после чемпионата мира, Отборочном матче на Чемпионат Европы 2021 Литтл забила пять мячей и одержала победу над Кипром со счетом 8:0.
1 сентября 2021 года Литтл объявила о своем уходе из национальной сборной Шотландии. В общей сложности она провела 140 матчей и забила 59 голов за сборную Шотландии.

## Достижения
«Хиберниан Ледис»
- Победительница Чемпионата Шотландии: 2006/07
- Обладательница Кубка Шотландии: 2006/07
- Обладательница Кубка Шотландской лиги: 2006/07

«Арсенал»
- Победительница Чемпионата Англии: 2008/09, 2009/10, 2011, 2012 2018/19
- Обладательница Кубка Англии: 2008/09, 2010/11, 2012/13
- Обладательница Кубка Премьер-Лиги: 2008/09
- Обладательница Кубка Английской лиги: 2011, 2012, 2013, 2018
- Победительница Лиги чемпионов УЕФА:  2024/2025

«ОЛ Рейн»
- Победительница Регулярного сезона Национальной Женской Футбольной Лиги: 2014, 2015

«Мельбурн Сити»
- Победительница Чемпионата Австралии: 2015/16

## Личная жизнь
В интервью в 2014 года, Литтл подтвердила, что она состояла в отношениях с профессиональным футболистом Томом Петтом.